# Basit Abdul Khalid
Basit Abdul Khalid (ur. 10 sierpnia 1996 w Akrze) – ghański piłkarz występujący na pozycji środkowego napastnika w mołdawskim klubie Sheriff Tyraspol.

## Sukcesy

### Klubowe
FC Prishtina
- Zdobywca Pucharu Kosowa: 2016, 2018

Teuta Durrës
- Zdobywca Pucharu Albanii: 2019/2020

Espérance Tunis
- Mistrz Tunezji: 2020/2021